# NBA All-Star Weekend 1993
L'NBA All-Star Weekend 1993, svoltosi a Salt Lake City, vide la vittoria finale della Western Conference sulla Eastern Conference per 135 a 132 dopo i tempi supplementari.
Karl Malone e John Stockton, degli Utah Jazz, furono nominati MVP della partita. Harold Miner, dei Miami Heat, si aggiudicò l'NBA Slam Dunk Contest. Mark Price, dei Cleveland Cavaliers vinse l'NBA Three-point Shootout.
Per la prima volta nella storia dell'All-Star Game prese parte alla partita un giocatore europeo, il tedesco Detlef Schrempf degli Indiana Pacers.
In questa edizione si svolse per l'ultima volta il Legends Classic, spettacolo sostituito dall'NBA Rookie Challenge.

## Sabato

### Legend Classic
| 20 febbraio 1993 | Est | 58 – 45 | Ovest |  |

### Slam Dunk Contest
| Giocatore                            | Primo turno           | Finale                |
| ------------------------------------ | --------------------- | --------------------- |
| Harold Miner (Miami)                 | 94.8 (49.0+45.8-45.8) | 97.4 (48.0+49.4-47.0) |
| Clarence Weatherspoon (Philadelphia) | 87.5 (43.2+44.3-38.5) | 92.2 (44.7+47.5-27.5) |
| Cedric Ceballos (Phoenix)            | 87.3 (42.3+45.1-22.5) | 79.8 (42.3+37.5-24.5) |
| David Benoit (Utah)                  | 85.8 (41.5+44.3-28.5) |                       |
| Kenny Smith (Houston)                | 85.0 (46.5+38.5-26.5) |                       |
| Mahmoud Abdul-Rauf (Denver)          | 80.8 (38.0+42.8-26.0) |                       |
| Tim Perry (Philadelphia)             | 70.0 (38.5+31.5-22.0) |                       |

### Three-point Shootout
- Terry Porter, Portland Trail Blazers
- Craig Hodges, Chicago Bulls
- Mark Price, Cleveland Cavaliers
- Dana Barros, Seattle SuperSonics

- Reggie Miller, Indiana Pacers
- Kenny Smith, Houston Rockets
- B.J. Armstrong, Chicago Bulls
- Dan Majerle, Phoenix Suns

in grassetto è indicato il vincitore

## Domenica

### All-Star Game - Squadre

#### Western Conference
| Western Conference |                        |             |             |             |             |             |             |             |             |
| Giocatore          | Squadra                | MIN         | FGM         | FGA         | FTM         | FTA         | RIM         | AST         | PT          |
| Charles Barkley    | Phoenix Suns           | 34          | 5           | 11          | 5           | 7           | 4           | 7           | 16          |
| Karl Malone        | Utah Jazz              | 34          | 11          | 17          | 6           | 9           | 10          | 0           | 28          |
| David Robinson     | San Antonio Spurs      | 26          | 7           | 10          | 7           | 12          | 10          | 1           | 21          |
| John Stockton      | Utah Jazz              | 31          | 3           | 6           | 2           | 2           | 6           | 15          | 9           |
| Clyde Drexler      | Portland Trail Blazers | 11          | 1           | 3           | 0           | 0           | 1           | 1           | 2           |
| Dan Majerle        | Phoenix                | 26          | 6           | 11          | 3           | 4           | 7           | 3           | 18          |
| Shawn Kemp         | Seattle SuperSonics    | 9           | 0           | 2           | 0           | 0           | 2           | 0           | 0           |
| Danny Manning      | Los Angeles Clippers   | 18          | 5           | 5           | 0           | 0           | 4           | 1           | 10          |
| Hakeem Olajuwon    | Houston Rockets        | 21          | 1           | 5           | 1           | 2           | 7           | 1           | 3           |
| Terry Porter       | Portland Trail Blazers | 19          | 3           | 8           | 0           | 0           | 0           | 3           | 7           |
| Sean Elliott       | San Antonio Spurs      | 15          | 1           | 6           | 3           | 4           | 2           | 0           | 5           |
| Tim Hardaway       | Golden State Warriors  | 21          | 3           | 9           | 9           | 12          | 6           | 4           | 16          |
| Chris Mullin       | Golden State Warriors  | infortunato | infortunato | infortunato | infortunato | infortunato | infortunato | infortunato | infortunato |
| Mitch Richmond     | Sacramento Kings       | infortunato | infortunato | infortunato | infortunato | infortunato | infortunato | infortunato | infortunato |
| Totale             |                        | 265         | 46          | 93          | 36          | 52          | 59          | 36          | 135         |
| All. Paul Westphal | Phoenix Suns           |             |             |             |             |             |             |             |             |

MIN: minuti. FGM: tiri dal campo riusciti. FGA: tiri dal campo tentati. FTM: tiri liberi riusciti. FTA: tiri liberi tentati. RIM: rimbalzi. AST: assist. PT: punti

#### Eastern Conference
| Eastern Conference |                     |     |     |     |     |     |     |     |     |
| Giocatore          | Squadra             | MIN | FGM | FGA | FTM | FTA | RIM | AST | PT  |
| Larry Johnson      | Charlotte Hornets   | 16  | 2   | 6   | 0   | 0   | 4   | 0   | 4   |
| Scottie Pippen     | Chicago Bulls       | 29  | 4   | 14  | 2   | 3   | 5   | 4   | 10  |
| Shaquille O'Neal   | Orlando Magic       | 25  | 4   | 9   | 6   | 9   | 7   | 0   | 14  |
| Isiah Thomas       | Detroit Pistons     | 32  | 4   | 7   | 0   | 2   | 2   | 4   | 8   |
| Michael Jordan     | Chicago Bulls       | 36  | 10  | 24  | 9   | 13  | 4   | 5   | 30  |
| Larry Nance        | Cleveland Cavaliers | 12  | 3   | 4   | 1   | 2   | 3   | 1   | 7   |
| Patrick Ewing      | New York Knicks     | 25  | 7   | 11  | 1   | 1   | 10  | 1   | 15  |
| Joe Dumars         | Detroit Pistons     | 17  | 2   | 8   | 0   | 0   | 2   | 4   | 5   |
| Mark Price         | Cleveland Cavaliers | 23  | 6   | 11  | 1   | 2   | 1   | 4   | 19  |
| Detlef Schrempf    | Indiana Pacers      | 13  | 1   | 3   | 1   | 2   | 3   | 0   | 3   |
| Brad Daugherty     | Cleveland Cavaliers | 19  | 3   | 4   | 2   | 4   | 7   | 0   | 8   |
| Dominique Wilkins  | Atlanta Hawks       | 18  | 2   | 11  | 4   | 4   | 7   | 0   | 9   |
| Totale             |                     | 265 | 48  | 112 | 27  | 42  | 55  | 23  | 132 |
| All. Pat Riley     | New York Knicks     |     |     |     |     |     |     |     |     |

MIN: minuti. FGM: tiri dal campo riusciti. FGA: tiri dal campo tentati. FTM: tiri liberi riusciti. FTA: tiri liberi tentati. RIM: rimbalzi. AST: assist. PT: punti